# Magdeleine Martin
Magdeleine Martin (* 28. August 1921 in Montreal; † 12. Mai 2015 ebenda) war eine kanadische Pianistin und Musikpädagogin.

## Leben und Wirken
Magdeleine Martin wurde im August 1921 im kanadischen Montreal geboren. Sie war eine von sieben Töchtern des Organisten, Pianisten und Musikpädagogen Alphonse Martin und seiner Ehefrau, der Organistin Corinne Boisvert (1887–1961). Ihre Eltern traten gelegentlich gemeinsam in Konzerten auf. Auch ihre Schwestern Gilberte (1910–1999), Marcelle (1917–2014) und Raymonde (1923–2019) wählten Berufe im Bereich der Musik und waren als Musikerinnen und Musikpädagoginnen tätig.
Von ihrer älteren Schwester Gilberte wurde Magdeleine Martin im Fach Klavier unterrichtet, und bei Georges-Émile Tanguay erhielt sie Unterricht in den Fächern Orgel und Harmonielehre. Im Jahr 1943 wurde sie am Conservatoire de Musique du Québec zugelassen, wo sie bei Isidor Philipp (Klavier) und  Joseph Bonnet (Orgel) studierte. Anschließend setzte sie von 1948 bis 1953 ihre Ausbildung in Frankreich fort und erwarb mehrere Diplome am Konservatorium in Paris. Dort studierte sie Analyse bei Olivier Messiaen, Klavier bei Blanche Bascourret de Gueraldi, Theorie bei Simone Plé-Caussade sowie Musikologie bei Alexis Roland-Manuel und Marcel Beaufils.
Nach Kanada zurückgekehrt, war Martin drei Jahrzehnte lang als Musikpädagogin tätig. Sie unterrichtete von 1953 bis 1973 Musikgeschichte, -analyse und -theorie am Conservatoire de Musique du Québec und von 1973 bis 1984 Musiktheorie am Conservatoire de Musique du Montréal. Bei Radio Canada und im französischsprachigen Radiosender CKAC wurden ihre Konzerte ausgestrahlt.
Magdeleine Martin starb im Mai 2015 nach schwerer Krankheit im Alter von 93 Jahren. Wenige Monate zuvor hatte sie noch, wie üblich in Begleitung ihrer 92-jährigen Schwester Raymonde, ein Konzert besucht. Die Trauerfeierlichkeiten fanden am 16. Mai 2015 in der Kirche Saint-Viateur d’Outremont im Montrealer Stadtteil Outremont statt. Im Zeitungsbericht über ihren Tod wird sie in der Tageszeitung La Presse als „Doyenne unser musikalischen Welt“ (französisch „doyenne de notre monde musical“) gewürdigt.